# Siberische steenbok
De Siberische steenbok (Capra sibirica) is een zoogdier uit de familie der holhoornigen (Bovidae). De Siberische steenbok is de langste en zwaarste vertegenwoordiger van het geslacht Capra (steenbokken en geiten), hoewel de schroefhoorngeit (Capra falconeri) een grotere schouderhoogte heeft.

## Verspreiding
De Siberische steenbok leeft op de bergwanden en bergweides van de gebergtes van de Himalaya, Tibet, de Karakoram, de Pamir, de Hindoekoesj, de Tiensjan en de Altaj. Daarnaast is een populatie uitgezet in de Florida Mountains in New Mexico (Verenigde Staten).
De natuurlijke habitat ligt in de zomer ruimschoots boven de boomgrens, soms tot aan de vegetatiegrens. Ook bij sneeuwval kunnen Siberische steenbokken nog voedsel vinden door de sneeuw met de poten weg te schrapen. In de winter dalen de dieren af naar de lagere hellingen op zoek naar voedsel.

## Uiterlijk
De grootte kan sterk verschillen per individu, met schouderhoogtes tussen 67-110 cm, lengtes van 130-165 cm en een gewicht tussen de 35-130 kg. De vrouwtjes blijven duidelijk kleiner dan de mannetjes. De kleur van de vacht is normaal gesproken een lichtbruine glans, in de winter donkerder dan in de zomer. Oudere mannetjes krijgen een donkerdere kleur, met lichte vlekken. Beide seksen hebben sikken en horens. Bij de vrouwtjes blijven de horens relatief klein (tot 35 cm lang); bij de mannetjes kunnen ze tot 130 cm lang worden.
Meestal wordt de Siberische steenbok als monotypisch beschouwd, maar sommige zoölogen onderscheiden op basis van grootte en kleur van de vacht vier verschillende ondersoorten: C. s. sibirica, C. s. altaiana, C. s. hagenbecki en C. s. sakeen.

## Levenswijze
De vrouwtjes en jongen leven meestal in groepen van 10 tot 20 dieren. Jonge mannetjes vormen ook groepen, terwijl oudere mannetjes vaak solitair leven. In groepen wordt een strikte rangorde onderhouden, waarom gevochten wordt door de horens te gebruiken. Normaal gesproken leven de mannetjes en vrouwtjes alleen tijdens de bronsttijd gemengd, maar in de Himalaya zijn enkele gemengde groepen waargenomen die het hele jaar door bij elkaar bleven.
De Siberische steenbok voedt zich met grassen en kruiden. De dieren zijn voornamelijk overdag actief.
De zwangerschap duurt bij de Siberische steenbok 5 tot 6 maanden. Meestal wordt een enkel jong geboren, maar worpen van twee of drie komen ook voor. De jongen zijn tussen de anderhalf en twee jaar geslachtsrijp.
Siberische steenbokken kunnen tot 17 jaar oud worden. De natuurlijke vijanden zijn wolven, sneeuwluipaarden en bruine beren. Jonge dieren kunnen ook ten prooi vallen aan kleinere predators, zoals arenden, lynxen of vossen.